# Búbiján
Búbiján (arabsky جزيرة بوبيان , anglicky Bubiyan Island) je s rozlohou 863 km² největší ze skupiny ostrovů ležících v Perském zálivu u ústí řeky Šatt al-Arab. Je také největším ostrovem Kuvajtu, náleží ke guvernorátu al-Džahra. Ostrov nemá stálé obyvatele, nachází se zde pouze vojenská posádka.
Terén ostrova je plochý, nadmořská výška nikde nepřesahuje 5 metrů. Povrch ostrova tvoří neúrodná slaniska a přílivové bažiny s kalnou vodou. Je chráněným územím na základě Ramsarské úmluvy, představuje důležité hnízdiště vodních ptáků. Žije zde největší kolonie pobřežníka černobílého na světě, dále se zde vyskytuje rybák velkozobý, kolpík bílý, volavka západní a další druhy, pobřeží ostrova je bohaté na ryby a mořské želvy.
Vzhledem ke strategickému významu ostrova byl v jeho jihozápadní části roku 1983 vybudován 2,38 km dlouhý betonový trámový most přes průliv Chór as-Sabíja, spojující ostrov s pevninou. Búbiján byl dlouho předmětem pohraničního sporu mezi Kuvajtem a Irákem, který vedl v srpnu 1990 k irácké invazi do Kuvajtu. Následovala válka v Zálivu, od 29. ledna do 2. února 1991 proběhla bitva o Búbiján, v níž spojenecké jednotky zničily irácké námořnictvo. Roku 1994 byla uzavřena smlouva, kterou Irák uznal kuvajtskou svrchovanost nad ostrovem.